# Ріверсайд (Алабама)
Ріверсайд (англ. Riverside) — місто (англ. town) в США, в окрузі Сент-Клер штату Алабама. Населення — 2227 осіб (2020).

## Історія
Містечко засноване в 1882 році і було відоме як Ридмон. Назва була змінена на Ріверсайд і зареєстроване в 1886 році. Протягом багатьох років він був великим промисловим центром округу Сент-Клер. Однією з багатьох переваг міста є його чиста вода. Національна асоціація сільського водопостачання, в 2001 році, назвала водну систему Ріверсайд найкращою в Америці.

## Географія
Ріверсайд розташований за координатами 33°36′59″ пн. ш. 86°12′16″ зх. д. / 33.61639° пн. ш. 86.20444° зх. д. (33.616394, -86.204357).  За даними Бюро перепису населення США в 2010 році місто мало площу 26,96 км², з яких 22,44 км² — суходіл та 4,51 км² — водойми.

## Демографія
Згідно з переписом 2010 року, у місті мешкало 2208 осіб у 864 домогосподарствах у складі 640 родин. Густота населення становила 82 особи/км².  Було 987 помешкань (37/км²).
Расовий склад населення:
| - 87,5 % — білих - 10,6 % — чорних або афроамериканців - 0,7 % — азіатів - 0,2 % — корінних американців |

До двох чи більше рас належало 0,9 %. Частка іспаномовних становила 1,1 % від усіх жителів.
За віковим діапазоном населення розподілялося таким чином: 24,2 % — особи молодші 18 років, 64,7 % — особи у віці 18—64 років, 11,1 % — особи у віці 65 років та старші. Медіана віку мешканця становила 39,6 року. На 100 осіб жіночої статі у місті припадало 101,8 чоловіків;  на 100 жінок у віці від 18 років та старших — 95,7 чоловіків також старших 18 років.
Середній дохід на одне домашнє господарство  становив 67 750 доларів США (медіана — 61 417), а середній дохід на одну сім'ю — 78 011 долар (медіана — 65 455). За межею бідності перебувало 4,8 % осіб, у тому числі 1,1 % дітей у віці до 18 років та 5,0 % осіб у віці 65 років та старших.
Цивільне працевлаштоване населення становило 1137 осіб. Основні галузі зайнятості: мистецтво, розваги та відпочинок — 20,4 %, виробництво — 15,3 %, фінанси, страхування та нерухомість — 14,9 %.